# یک خانواده وحشت‌انگیز
یک خانواده وحشت‌انگیز (ایتالیایی: Una famiglia mostruosa) یک فیلم کمدی ترسناک و عاشقانه ایتالیایی به کارگردانی ولفانگو دِ بیازی است که در سال ۲۰۲۱ منتشر شد. این فیلم یک کمدی فانتزی-گروتسک دربارهٔ خانواده‌ای شبیه به خانواده آدامز است.

## گزیدهٔ بازیگران
- کریستیانو کاکامو
- امانوئلا ری
- ماسیمو گینی
- لوچیا اوکونه
- ایلاریا اسپادا
- باربارا بوشه
- پیپو فرانکو
- پاسکواله پترولو